# TT118
La tombe thébaine TT 118 est située à Cheikh Abd el-Gournah, dans la nécropole thébaine, sur la rive ouest du Nil, face à Louxor en Égypte.
C'est la sépulture d'Amenmès (Jmn-ms), porteur de l'éventail à la droite du roi, qui vivait durant le règne d'Amenhotep III.